# Anatoli Demjanowitsch Kunzewitsch
Anatoli Demjanowitsch Kunzewitsch (russisch Анатолий Демьянович Кунцевич; * 6. August 1934 in Swislatsch (Mahiljouskaja Woblasz); † 29. März 2002 in Syrien) war ein russisch-sowjetischer General der Chemiewaffentruppen, Chemiker und Mitglied der russischen Akademie der Wissenschaften.

## Leben
Kunzewitsch machte 1959 seinen Abschluss an der Militärakademie für Chemische Verteidigung S. K. Timoshenko. Danach arbeitete er von 1961 bis 1984 am sowjetischen Chemiewaffen-Forschungsinstitut in Schichany und war ab 1972 an der Entwicklung chemischer Waffen beteiligt. Ab 1984 war er stellvertretender Leiter der sowjetischen Chemiewaffentruppen, was er bis 1991 blieb (Leiter war Wladimir Karpowitsch Pikalow). Er war an den russischen Verhandlungen zum internationalen Chemiewaffenabkommen beteiligt.
1986 bis 1989 war er in leitender Funktion an der Dekontaminierung nach dem Reaktorunfall von Tschernobyl beteiligt. Er untersuchte ab 1988 auch die chemisch-ökologische Hinterlassenschaft der Amerikaner im Vietnamkrieg. Nach der offiziellen Aufgabe des Chemiewaffenprogramms durch Gorbatschow 1987 war er in leitender Funktion an der Beseitigung der Hinterlassenschaft des sowjetischen Chemiewaffenprogramms beteiligt, unter anderem bei der Umwandlung von Lewisit in Arsentrichlorid mit anschließender Verwendung zur Herstellung von Galliumarsenid für die Halbleiterindustrie. Er war 1991 Gründer und danach Leiter des Zentrums für Ökotoximetrie am Institut für chemische Physik der russischen Akademie der Wissenschaften N. N. Semenov.
Er war leitender Berater für Kontrolle biologischer und chemischer Waffen der russischen Regierung, wurde aber im April 1994 seines Amtes enthoben, nachdem bekannt wurde, dass er ein syrisches sogenanntes ökologisches Forschungszentrum mit Laborgeräten und chemischen Produkten versorgt hatte. Ihm wurde vorgeworfen Vorläufersubstanzen für Nervenkampfstoffe der V-Reihe an Syrien geliefert zu haben und im Oktober 1995 wurde er vom russischen Geheimdienst verhaftet, als er das Flugzeug zu einer Geschäftsreise nach Damaskus besteigen wollte. Kunzewitsch war damals Kandidat einer rechten Partei für die Duma und behauptete, die Anklagen wären politisch motiviert. Wenige Monate später wurde die Anklage gegen ihn fallengelassen. 2002 starb er überraschend auf dem Rückflug von Syrien an einem Herzanfall.
Von ihm stammen über 280 wissenschaftliche Arbeiten in angewandter und organischer Chemie. Er war nicht nur an der Entwicklung von Chemiewaffen und im Chemieingenieurwesen tätig (Entwicklung hochreaktiver Sorbentien, Reinigung von Oberflächen, Wasser und Abwasser, Bewertung von Polymeren für die Chemietechnik, Optimierung der Chemikaliennutzung in industriellen Prozessen), sondern entwickelte auch Dekontaminationsmethoden und Schutz gegen Chemiewaffen.
1991 erhielt er (im Geheimen) mit Victor Petrunin und dem General Igor Jewstawjew (Igor Yevstavyev) den Leninpreis für die erfolgreiche industrielle Produktion von Nowitschok. Außerdem war er Held der Sozialistischen Arbeit (1981). 1987 wurde er Mitglied der Sowjetischen Akademie der Wissenschaften.
2018 wurden Gerüchte kolportiert, der Mossad hätte Kunzewitsch in Syrien ermordet.